# Jardin chinois classique Dr. Sun Yat-Sen
Le jardin classique chinois Dr. Sun Yat-Sen est un jardin chinois situé à Vancouver, en Colombie-Britannique, au Canada. Situé dans le quartier chinois de la ville, c'est le premier jardin chinois construit en dehors de l'Asie. Il est situé au 578, Carrall Street. Le mandat du jardin est de « maintenir et d'améliorer le pont de compréhension entre les cultures chinoise et occidentale, de promouvoir la culture chinoise en général et de faire partie intégrante de la communauté locale. »

## Histoire
Le jardin est inauguré en 1986 dans le cadre de l'Expo 86. Il est constitué d'un parc extérieur conçu par les architectes Joe Wai et Donald Vaughan, et d'un jardin intérieur réalisé par Wang Zu-Xin en tant qu'architecte en chef, avec l'aide d'experts de la Landscape Architecture de Suzhou, en Chine.
Comme le climat hivernal de Vancouver est semblable à celui de Suzhou, on retrouve dans le jardin de nombreuses variétés de plantes identiques à celles de Suzhou. Les plantes ont été choisies en fonction de leur calendrier de floraison afin de souligner les changements saisonniers. Elles sont également sélectionnées pour invoquer la signification symbolique, historique et littéraire de chaque plante et apportent de la couleur à toutes les saisons.
Les jardins chinois classiques utilisent les principes philosophiques du Feng Shui et du Taoïsme, s'efforçant d'atteindre l'harmonie et l'équilibre des contraires. Des rochers escarpés sont juxtaposés à un feuillage délicat. L'eau est également un élément important du jardin. Le grand étang offre le calme, le son, un reflet du ciel et aide à unifier les autres éléments. Les poissons et les tortues vivent dans le jardin et ont également une fonction symbolique. Des chauves-souris, des dragons et des phénix sont représentés dans des objets répartis dans tout le jardin. De gros rochers sont placés stratégiquement et sont destinés à représenter des montagnes cachant et révélant des éléments du parc.
Le jardin doit son nom à Sun Yat-Sen, un leader nationaliste considéré comme le « père de la Chine moderne ». Cette attribution n'est pas arbitraire, car elle souligne son lien avec Vancouver. Alors qu’il voyageait à travers le monde pour sensibiliser et financer le mouvement nationaliste chinois, Sun Yat-Sen a séjourné à Vancouver à trois reprises pour de longues périodes. À l’époque, il y avait une présence importante de nationalistes chinois en Colombie-Britannique. Ils ont contribué à financer la révolution Xinhai qui a renversé la dynastie Qing en 1911. Sun Yat Sen devient par la suite le premier président de la République de Chine.
Le jardin chinois classique du Dr Sun Yat-Sen a été utilisé comme toile de fond pour de nombreux épisodes de la saison 4 de Falling Skies. 

## Galerie

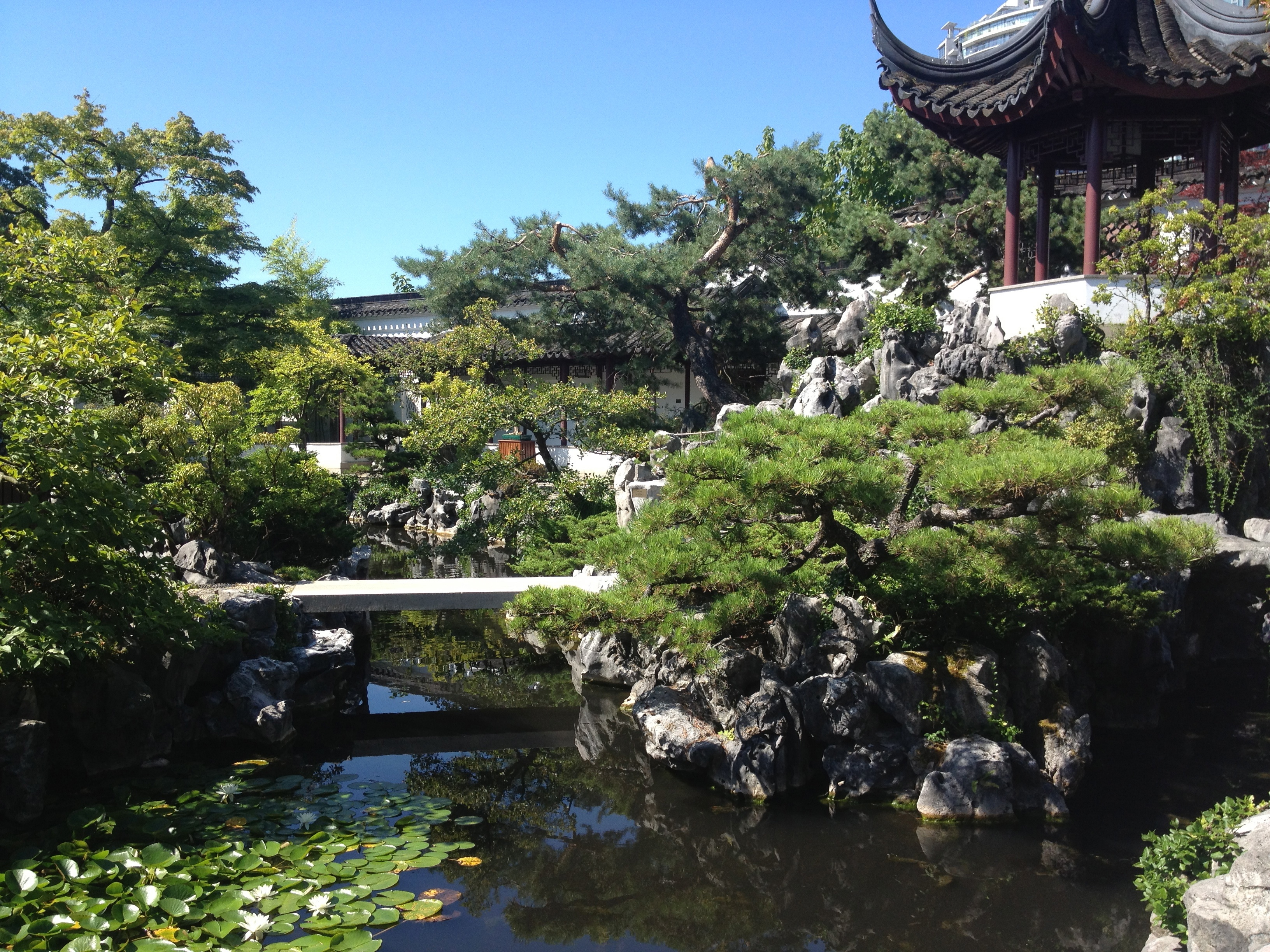
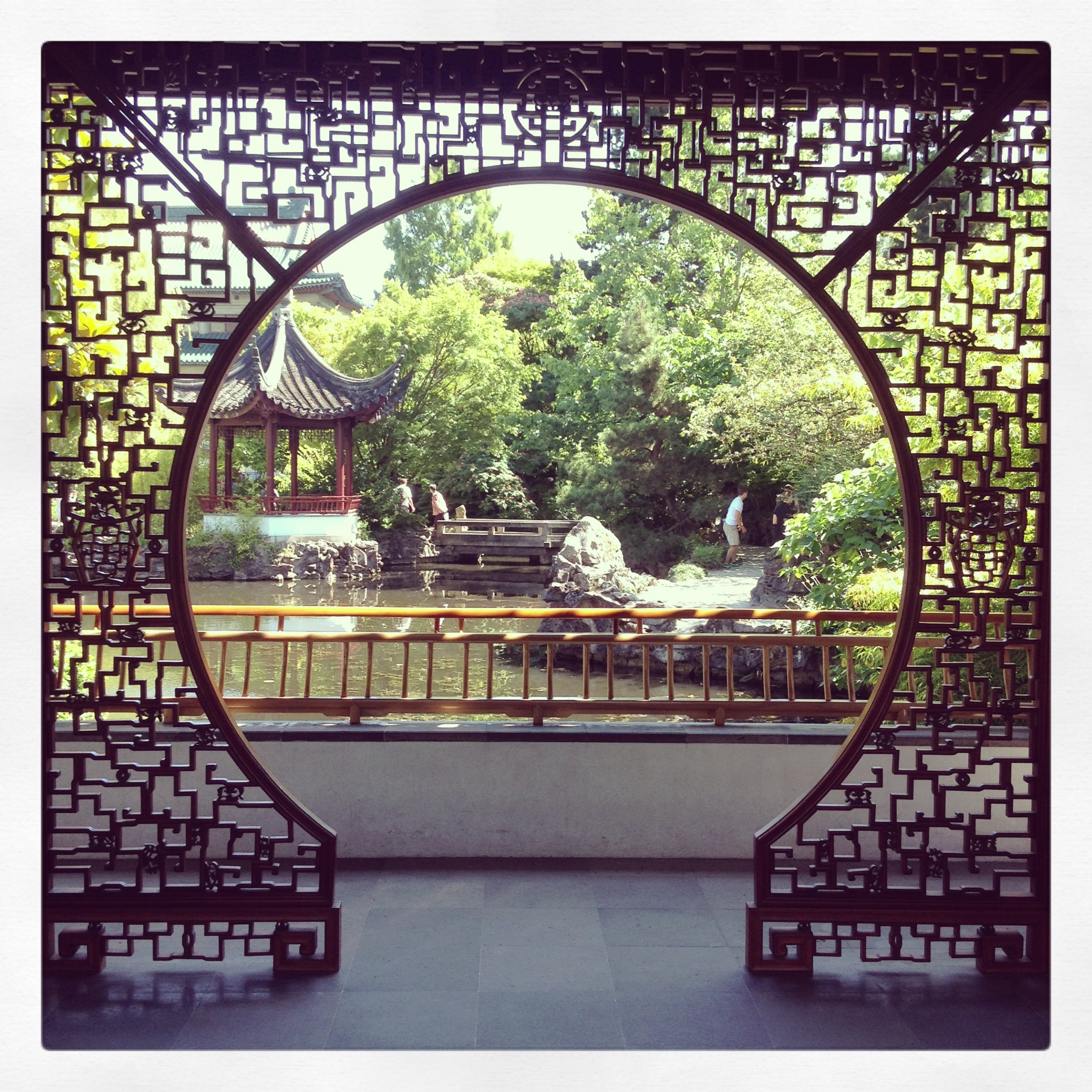
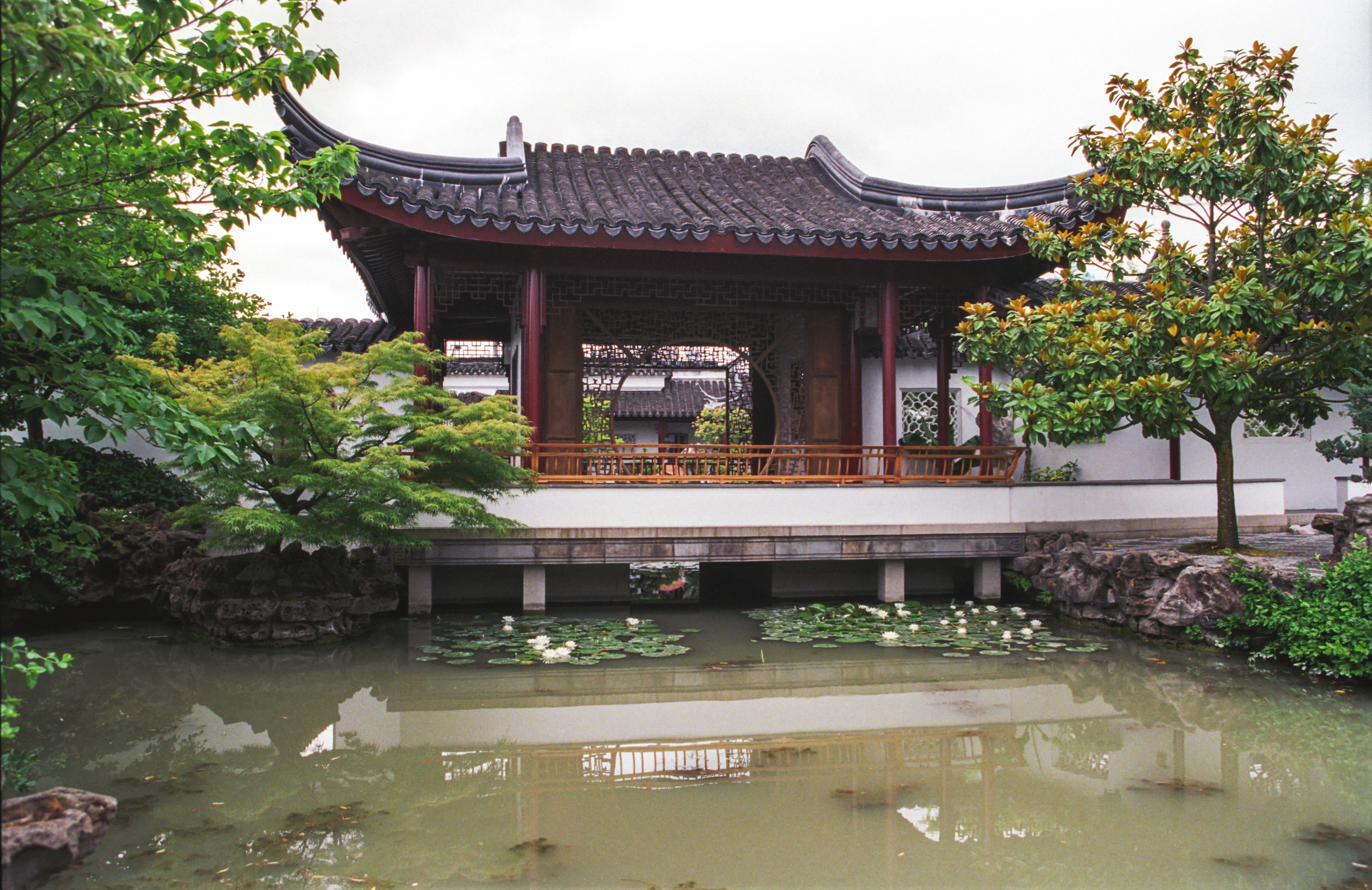
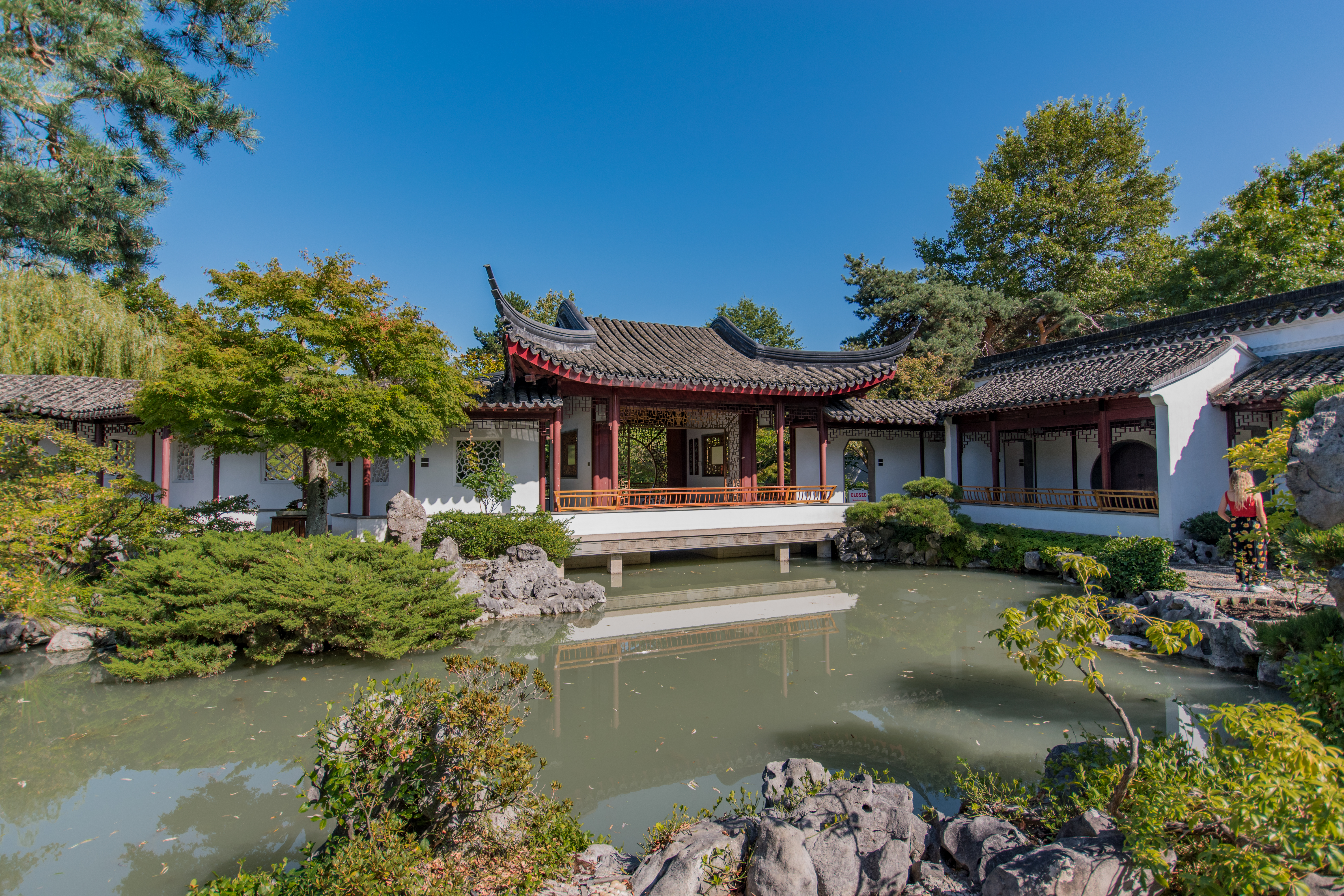
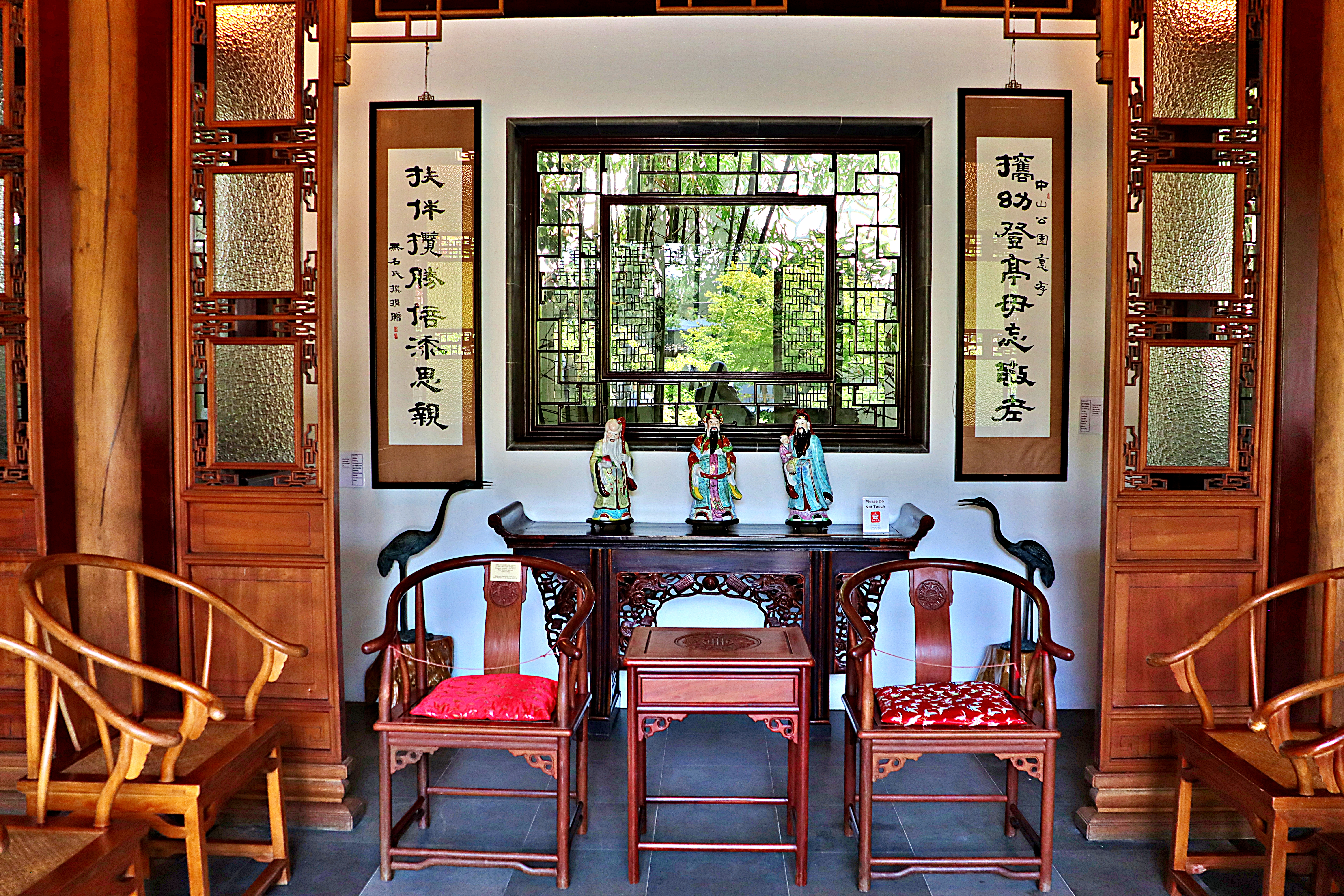
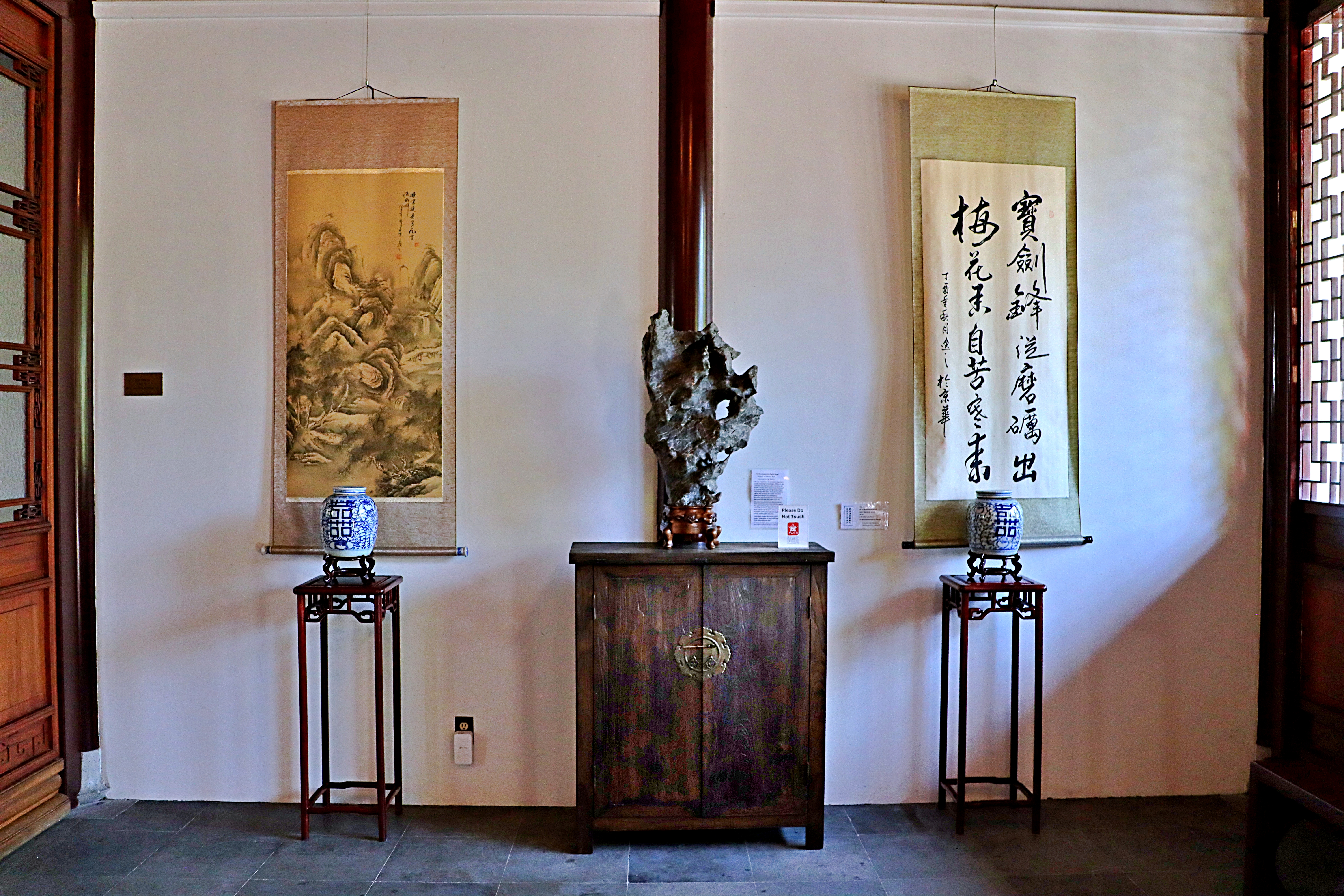